# وراثة سائدة مرتبطة بـX
الوراثة السائدة المرتبطة بـX هي نمط من أنماط الوراثة الجينية التي يكون فيها الجين السائد موجوداً على الكروموسوم الجنسي إكس. كنمط في الوراثة، تعتبر أقل شيوعًا من الوراثة المتنحية المرتبطة بـ X.
في الطب، تشير الوراثة السائدة المرتبطة بـ X إلى أن الجين المسؤول عن الاضطراب الوراثي يقع على كروموسوم X، وأن نسخة واحدة فقط من الأليل كافية للتسبب في هذا الاضطراب عندما يُورّثه أحد الوالدين المصاب بالاضطراب. في هذه الحالة، فإن الشخص الذي يعبر جينياً عن أليل سائد مرتبط بـ X- يكون مصابًا بالاضطراب.

لا تؤثر السمات السائدة المرتبطة بـ X بالضرورة على الذكور أكثر من الإناث (على عكس السمات المتنحية المرتبطة بـ X). يختلف نمط الوراثة، اعتمادًا على ما إذا كان الأب أو الأم لهما الصفة السائدة. جميع الآباء المتأثرين باضطراب سائد مرتبط بـ X سيكون لديهم بنات متأثرة ولكن أبنائهم لن يكونوا مصابين. ومع ذلك، إذا كانت الآن الأم متأثرة أيضًا، فسوف يتأثر الأبناء بنسبة 50%، اعتمادًا على ما إذا كان كروموسوم X السائد قد تم توريثه إليهم. عندما يتأثر الابن، هذا يعني أن الأم متأثرة بلا شك (فقط في حال كان ذلك المرض مرتبط بالكروموسومات الجنسية).
اقترح بعض العلماء إيقاف استخدام المصطلحات السائدة والمتنحية عند الإشارة إلى الوراثة المرتبطة بـ X بسبب الآليات المتعددة التي يمكن أن تؤدي إلى التعبير عن الصفات المرتبطة بـ X في الإناث، والتي تشمل التعبير الذاتي للخلية، وتعطيل الصبغي X المنحرف، والتوسع النسيلي، والفسيفساء الجسدية.

## علم الوراثة
نظرًا لأن الكروموسوم X هو أحد الكروموسومات الجنسية (والآخر هو الكروموسوم Y)، فإن الوراثة المرتبطة بـ X يحددها جنس الوالد الذي يحمل جينًا محددًا وغالبًا ما يبدو ذلك معقدًا. ويرجع ذلك إلى حقيقة أن الإناث عادة ما يكون لها نسختان من كروموسوم إكس، في حين أن الذكور ليس لديهم سوى نسخة واحدة.  يلعب الفرق بين أنماط الوراثة السائدة والمتنحية أيضًا دورًا في تحديد فرص الطفل الذي يرث اضطرابًا مرتبطًا ب X من الأبوين.
لا يمكن للذكور الحصول على كروموسوم إكس إلا من والدتهم بينما تحصل الإناث على كروموسوم إكس من كلا الوالدين.
نتيجة لذلك، تميل الإناث إلى إظهار معدل انتشار أعلى للاضطرابات السائدة المرتبطة بـ X لأن لديهم فرصة أكبر لوراثة كروموسوم X الخاطئ (الذي يحمل الصفة السائدة). في المقابل، العكس صحيح عندما يتعلق الأمر بالاضرابات المتنحية المرتبطة بX، حيث لدى الذكور فرصة أكبر لوراثة كروموسوم X الخاطئ. (الذي يحمل الصفة المتنحية). ولكن بشكل عام، الاضرابات المتنحية المرتبطة بX هي أكثر شيوعاً من الاضرابات السائدة المرتبطة به، مما يعني أن الذكور معرضة، بشكل عام، للإصابة بالأمراض المرتبطة بالكروموسومات الجنسية أكثر من الإناث.
|  |  |

في الوراثة السائدة المرتبطة بـ X، عندما تكون الأم وحدها حاملةً للمرض أو الاضطراب؛ هي نفسها ستكون مصابة به بشكل ظاهري. سيرث أطفالها هذا الاضطراب كما يلي:
من بناتها وأبنائها: 50٪ سيصابون بالاضطراب، 50٪ لن يتأثروا تمامًا. الأطفال من كلا الجنسين لديهم فرصة متساوية لتلقي أي من كروموسومات X الخاصة بأمهم، واحدة منها تحتوي على الجين المعيب المعني.
في المقابل، عندما يكون الأب وحده حاملاً للمرض أو الاضطراب؛ هو نفسه سيكون مصاباً به بشكل ظاهري. سيرث أطفاله هذا الاضطراب كما يلي:
1. من بناته: 100٪ سوف يعانون من الاضطراب، حيث أن جميع بناته سيحصلن على نسخة واحدة من كروموسوم إكس.
2. من أبنائه: لن يعاني أحد من الاضطراب؛  لا يحصل الأبناء على كروموسوم إكس من والدهم.

إذا كان كلا الوالدين حاملين لمرض أو اضطراب (سائد)، فسيصاب كلاهما بالاضطراب بشكل ظاهري. وسيرث أطفالهم هذا الاضطراب كما يلي:
1. من بناتهم: 100٪ سيصابون بالاضطراب، لأن جميع البنات سيتلقين نسخة من كروموسوم والدهم بنسبة 100%. كما أنهم يرثون نسخة أخرى من والدتهم، ولكن قد تكون هذه النسخة حاملة أو غير حاملة للمرض السائد بنسبة 50%.
2. من بين الأبناء: 50٪ سيصابون بالاضطراب، 50٪ لن يتأثروا تمامًا. يتمتع الأبناء بفرصة متساوية في الحصول على أي من كروموسومات والدتهم X.

في مثل هذه الحالة، التي يكون فيها كلا الوالدين حاملين للمرض السائد المرتبط بX، تكون فرصة حصول ابنة على نسختين من كروموسوم X الحامل للجين المعيب 50٪، حيث تتلقى الفتيات نسخة واحدة من كروموسوم X  من كلا الوالدين. في هذه الحالة، ستصاب الابنة حتماً بالمرض ولكن إذا حصلت على نسختين من كروموسوم X الحامل للمرض، فعندها من المحتمل أن تواجه تلك البنت شكلاً أكثر حدة من المرض ذاته.
بعض الحالات السائدة المرتبطة بـ X مثل متلازمة أيكاردي تكون مميتة للأبناء، وبالتالي فإن الفتيات اللاتي يعانين من هذه الشروط فقط ينجون، أو الأولاد المصابون بمتلازمة كلاينفيلتر (وبالتالي لديهم أكثر من كروموسوم X).

## قائمة الأمراض السائدة المرتبطة X
- الكساح المقاوم لفيتامين د : نقص فوسفات الدم المرتبط بX
- متلازمة ريت (95 ٪ من الحالات ناجمة عن طفرات متفرقة)
- معظم حالات متلازمة آلبورت [2]
- سلس الصباغ [3]
- متلازمة جيوفري تسوكاهارا [4]
- متلازمة جولتز
- البورفيريا السائدة المرتبطة بـ X [5]
- متلازمة X الهشة